# Kangso
Kangso (강서) est le chef-lieu d'un arrondissement nord-coréen de la province du Pyongan du Sud situé non loin de la mer Jaune. Son nom signifie l'ouest du fleuve en analogie avec sa position par rapport au Taedong.

## Histoire
La commune (ri) de Susan, dans l'arrondissement de Kangso, a été le théâtre de violents affrontements pendant la guerre de Corée : plus de 1.000 Nord-Coréens, assiégés dans Susan-ri, ont alors été massacrés par les troupes onusiennes sous commandement américain.

## Géographie

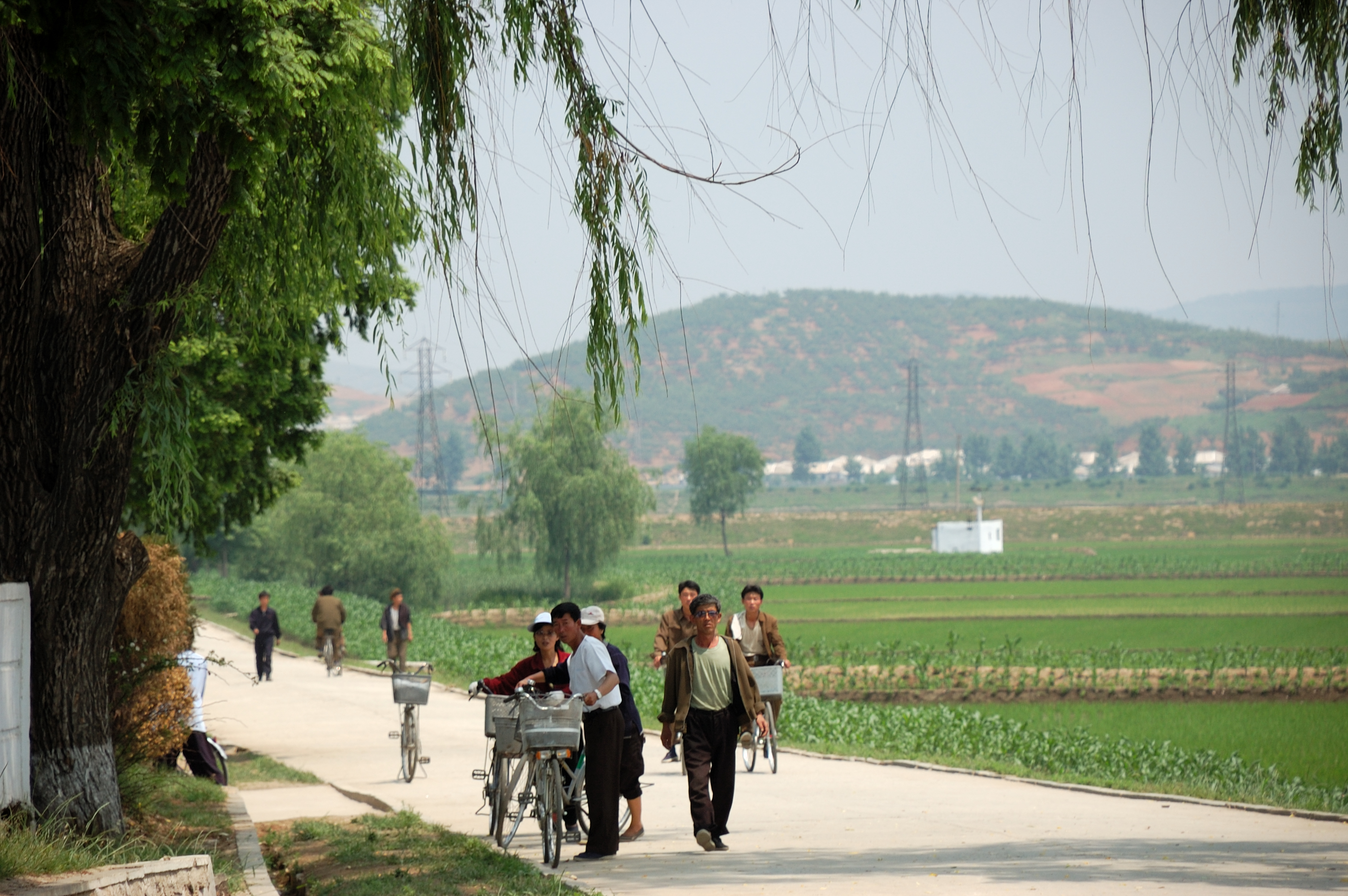
A la ferme de Chongsan-ri

La ville est située à une altitude de 58 m. Elle est desservie par un chemin de fer,  la ligne Pyongnam, qui la met à 28 km de Pyongyang et à 27 km de  Nampho. Les principales montagnes sont l'Unryongsan (356 m), le Muhaksan (346 m), le Sohaksan (272 m) et le Sokdasan (271 m). Les températures moyennes passent de  -6,9 °C en janvier à 25,2 °C en aout. Les précipitations annuelles sont de 818 mm.
L'arrondissement de Kangso se subdivise en 14 quartiers urbains (dong) et 6 communes (ri) :
- Jonjin-dong (전진동)
- Kisan-dong (기산동)
- Kiyang-dong (기양동)
- Munhwa-dong (문화동)
- Namsan-dong (남산동)
- Pongsang-dong (봉상동)
- Rakwon-dong (락원동)
- Saemul-dong (샘물동)
- Sanop-dong (산업동)
- Segil-dong (세길동)
- Sohak-dong (서학동)
- Thanpho-dong (탄포동)
- Chongsan-ri (청산리)
- Jamjin-ri (잠진리)
- Sammyo-ri (삼묘리)
- Sogi-dong (서기동)
- Susan-ri  (수산리))
- Thaesong-ri (태성리)
- Tokhung-ri (덕흥리)
- Yaksu-ri (약수리)

## Économie

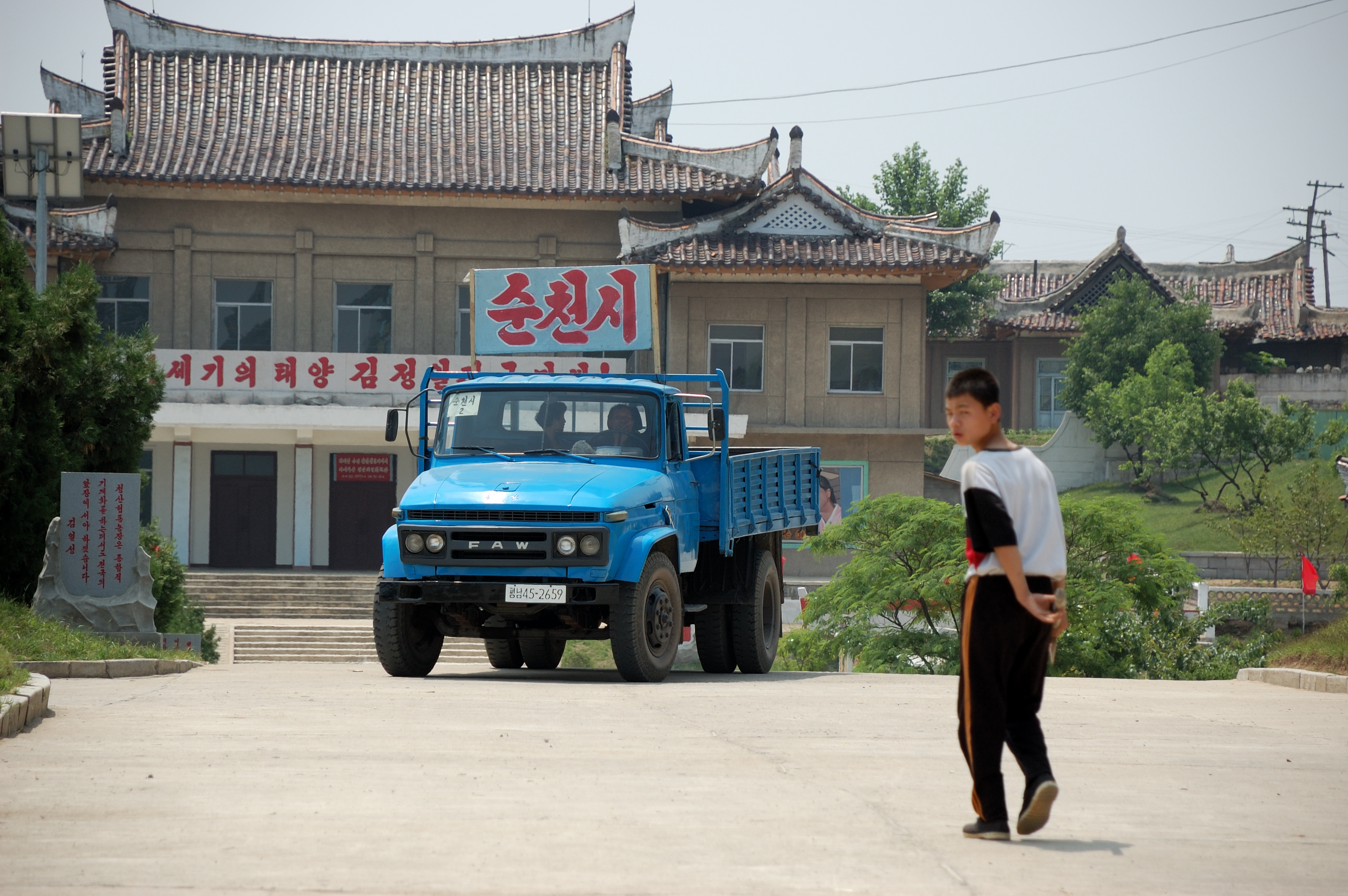
La ferme de Chongsan-ri

La ferme coopérative de Chongsan-ri est célèbre car c'est à cet endroit qu'en 1960 Kim Il-sung a introduit un nouveau système baptisé « l'esprit et la méthode de Chongsan-ri », un principe maintenant ancré dans l'article 13 de la constitution et un des piliers du juche. Cette méthode « exige en tout l'aide de l'instance supérieure à l'instance inférieure et la stimulation de la conscience des masses et de leur ardeur grâce à la priorité accordée au travail politique. » Elle demande ainsi de motiver les employés sur le plan idéologique et spirituel plutôt que matériel. Par la même occasion, le pouvoir managérial de la ferme a passé ainsi du gestionnaire au comité du parti. 
Les sources d'eau minérale de Kangso sont utilisées à des fins médicales, notamment pour soigner les gastrites, les hépatites, les maladies de la peau, les anémies, ainsi que les maladies urinaires. Après la fin de la guerre de Corée, un sanatorium et une usine de production d'eau minérale ont été construites à Kangso. Une nouvelle usine, dont les capacités de production atteignent plusieurs centaines de milliers de bouteilles par jour, a été inaugurée en septembre 2003.
L'eau minérale produite à Kangso est en partie exportée.

## Culture
Kangso abrite trois tombes du royaume de Koguryo, inscrites au patrimoine mondial de l'humanité par l'UNESCO. Leurs peintures murales sont des témoignages de l'apogée de l'art de la fresque à la fin du royaume.

## Historique des députations de la circonscription de Kangsŏ (666e)
- Xème législature (1998-2003) : Kim Jong-il (Hangeul: 김정일 Hanja:金正日)
- XIème législature (2003-2009) : Ri Young Ho (Hangeul:리영호)
- XIIème législature (2009-2014) : Hong Rin Seop (Hangeul: 홍린섭 Hanja:洪麟燮)
- XIIIème législature (2014-2019) : Kim Young Song (Hangeul: 김영성)

## Personnalités nées à Kangso
- Yang Gi-tak (1871-1938), 8e président du gouvernement provisoire de la République de Corée
- Ahn Chang-ho (1878-1938), dirigeant indépendantiste.
- Cho Man-sik (1883-1950), résistant à la colonisation japonaise et principal dirigeant à Pyongyang en 1945.
- Paik Sun-yup (1920-), général et homme politique en Corée du Sud